# Argiope vietnamensis
Argiope vietnamensis — вид павуків-колопрядів з всесвітньо поширеного роду Argiope. Великі, яскраво забарвлені самиці більші в декілька разів за дрібних самців. Живиться великими комахами. Отрута слабка, для людини безпечні. Поширені у Східній Азії — в Китаї та В'єтнамі.

## Опис
Самці дрібні, трохи більші за 5 мм у довжину тіла. Головогруди згори жовто-брунатні, звужені попереду, закруглені посередині основи, сплощені дорзовентрально, також вкриті короткими тонкими волосками. Хеліцери бурі чи червоно-бурі. Нижня поверхня головогрудей серцеподібна, з нерегулярними білими смугами посередині. Черевце щитоподібне, спинна поверхня його бура, світліша до переду, темніша позаду, з кількома довгими волосками на передньому краю. Посередині також наявні 2 заглиблення, до яких кріпляться м'язи, а по боках та ближче до переднього краю — маленькі бурі плями. Нижня поверхня черевця посередині темна з парою поздовжніх білих перепасок по краях. Павутинні бородавки жовтувато-брунатні.
Самець цього виду нагадує за будовою статевих придатків педипальп самців Argiope minuta.

## Розповсюдження
Уперше описані 2010 року в провінції Хюе у В'єтнамі за типовим екземпляром самиці. Самець виявлений у 2021 році в південному Китаї. Низку особин виявлено в провінції Ґуйчжоу та Гуансі-Чжуанському автономному районі.